# Heartbeat (Enrique Iglesias)
Heartbeat è un brano musicale del cantante pop spagnolo Enrique Iglesias, estratto come singolo dal suo nono album Euphoria, il brano vede la collaborazione della cantante R&B Nicole Scherzinger, ex leader delle Pussycat Dolls, ed è presente anche nell'album Killer Love della stessa. Il brano è stato scritto da Iglesias insieme ai suoi collaboratori storici, Jamie Scott e Mark Taylor, Heartbeat è una ballad dotata di una melodia basata su un suono futuristico di pianoforte, ed incorpora elementi della musica dance.
Il brano è stato pubblicato come terzo singolo estratto dall'album Euphoria, il secondo in lingua inglese, l'8 giugno 2010 negli Stati Uniti e in ottobre in Europa. Il video musicale prodotto per Hearbeat è stato diretto da Hiro Murai e presentato in anteprima il 14 settembre 2010.
Il brano è noto anche in Italia dove è stato utilizzato come colonna sonora per la campagna pubblicitaria televisiva della 3.

## Tracce
Digital Download
1. Heartbeat featuring Nicole Scherzinger – 4:17

CD Single
1. Heartbeat featuring Nicole Scherzinger – 4:17
2. Heartbeat featuring Nicole Scherzinger (Mark Cave Mix) – 5:04

## Critiche
Heartbeat ha riscontrato una buona accoglienza critica. Robbie Daw di Idolator l'ha definita "bella e delicata", e il suo collega, Becky Bain l'ha ritenuta "un perfetto connubio delle due voci". Bain ha scritto: "[Heartbeat] si mantiene fortunatamente poco commerciale, lasciando le emozioni dei cantanti (che attengono le loro voci ad un lieve, struggente latrato) trasparire".

## Video
Il visionario video musicale abbinato al singolo è stato diretto da Hiro Murai e filmato a Kentwood, nel Michigan. I corpi seminudi dei protagonisti (Iglesias a torso nudo, Scherzinger, di spalle, in topless) dominano uno spazio oscuro e sono solcati da raggi di luce che palpitano all'unisono con i loro cuori.

## Vendite
Il singolo è lanciato per gli Stati Uniti e il Canada nella stagione estiva del 2010, dove non ha riscontrato il successo sperato. L'8 luglio 2010, è per una settimana cinquantaduesimo in Svezia. Nel frattempo, Heartbeat approda anche negli altri mercati, e nella settimana del 19 settembre 2010 arriva rispettivamente quarantesimo e cinquantesimo in Irlanda e Regno Unito, ma riscuote vendite più fruttuose nel secondo Paese nel quale raggiunge l'ottava posizione, mentre nel primo si ferma alla posizione ventuno.
È la volta anche per l'Australia, nel quale il singolo era già stato messo in vendita il 15 giugno 2010, ma ha fortuna solo nel periodo autunnale, sistemandosi alla quarantunesima posizione nel debutto, dalla quale si allontana in salita nelle tre settimane seguenti, sino a brillare all'ottava posizione nel fine settimana del 14 novembre 2010. In Danimarca, Heartbeat fa il suo esordio più notevole, alla quinta posizione nella settimana del 29 ottobre 2010, e in quella seguente muove solo un piccolo passo in avanti. Recentemente, il singolo è arrivato diciassettesimo in Nuova Zelanda.

## Classifiche
| Classifica (2010) | Posizione più alta |
| ----------------- | ------------------ |
| Australia         | 5                  |
| Belgio (Fiandre)  | 36                 |
| Belgio (Vallonia) | 52                 |
| Danimarca         | 4                  |
| Estonia           | 1                  |
| Europa            | 30                 |
| Francia           | 4                  |
| Irlanda           | 21                 |
| Italia            | 11                 |
| Nuova Zelanda     | 9                  |
| Paesi Bassi       | 33                 |
| Regno Unito       | 8                  |
| Repubblica Ceca   | 12                 |
| Slovacchia        | 1                  |
| Svezia            | 52                 |
| Ungheria          | 4                  |